# Walt Disney Studios Motion Pictures International
Pour les articles homonymes, voir BVI.

Ancien logo.

Walt Disney Studios Motion Pictures International (anciennement Buena Vista International, BVI) est une société de distribution de film dépendant de Walt Disney Studios Entertainment (anciennement Buena Vista Entertainment), l'organe de distribution de la multinationale Walt Disney Company.

## Historique

### Buena Vista International
La société Buena Vista International est créée en 1961. Elle opère hors du territoire américain, distribuant à l'international les productions de Walt Disney Pictures.
Buena Vista International est l'une des sociétés les plus rentables de l'industrie du cinéma, rapportant plus d'un milliard de dollars par an à Disney depuis le milieu des années 1990.
En 1992, Buena Vista International crée une filiale en Italie et se lance dans la distribution de productions non-Disney, dont les productions de Touchstone Pictures ou Miramax Films.
Elle s'associe souvent avec d'autres sociétés pour mieux pénétrer les marchés nationaux. La société Gaumont Buena Vista International est créée dans ce but en 1993. En 1996, Disney signe un contrat avec UTV Software Communications pour doubler ses productions dans les langues indiennes.
En mai 2006, la société signe un accord pour distribuer des films au Vietnam. Le 5 novembre 2006, Disney signe un accord avec la société Rotana Audio Visual Company basée à Dubaï et filiale de Kingdom Holding Company, appartenant au Prince Alwaleed, afin de distribuer au Moyen-Orient et en Afrique du Nord les films des différents studios de Buena Vista.

### Walt Disney Studios Motion Pictures International
Buena Vista International est renommée Walt Disney Studios Motion Pictures International en 2007 en raison du manque de lisibilité de la marque Buena Vista, existant pourtant depuis 1953.
Le 9 décembre 2008, UTV Motion Pictures, filiale de UTV Software Communications, annonce avoir obtenu un contrat de distribution des productions du Walt Disney Motion Pictures Group, auparavant détenu par Sony Pictures, effectif à partir du 1er janvier 2009
Le 8 juillet 2009, la chaîne hôtelière Novotel, filiale de Accor, signe un accord avec Disney et Microsoft pour améliorer les services fournis aux familles, Microsoft fournissant des Xbox et Disney un accès à son catalogue de films.
Le 7 avril 2010, Disney et Mobile TeleSystems annoncent un contrat de distribution des films Disney sur le réseau internet russe via le site Omlet.ru,.
Le 4 mai 2011, Disney s'associe à la chaîne de cinéma BIG Cinemas pour organiser des évènements intitulés Disney Brunch à Mumbai avec diffusion des longs métrages du studio.
Le 24 juin 2013, Disney et Sony Pictures Entertainment expérimentent en Corée du Sud la sortie des films directement en vidéo à la demande en parallèle de la sortie au cinéma pour lutter contre le piratage,.
Le 9 juillet 2014, Disney arrête la vidéo à la demande sur iTunes au Japon en raison d'une mésentente sur le contrat,, ventes reprises une heure plus tard.
Le 27 août 2017, Disney annonce reprendre le doublage de ses films en arabe égyptien (Moyen-Orient), qu'il avait arrêté en 2013 au profit de l'arabe standard moderne (majoritaire au Maghreb) avec la société Arabic Voiceover Company,.

## Organisation et filiales
Walt Disney Studios Motion Pictures International opère des distributeurs de films sur plusieurs territoires cinématographiques, les chapeautant seul ou en partenariat avec d'autres opérateurs. Au total, on compte une douzaine de ces structures. Parmi elles :
- France - Walt Disney Studios Motion Pictures France ;
- Russie / CEI - Buena Vista (maintenant Walt Disney Studios) Sony Pictures Releasing.